# Stagecraft
L' Stagecraft és una innovadora tecnologia de gravació que parteix dels principis implantats per la retroprojecció, tècnica cinematogràfica clàssica dels anys 30. També se la coneix amb el nom de Volume.
La sèrie de televisió The Mandalorian, estrenada el 12 de novembre de 2019 a Disney +, ha estat la primera en utilitzar aquesta tecnologia a gran escala. No obstant, les pel·lícules First Man (2018) i Ad Astra (2019) la van començar a emprar tímidament. Altres produccions com la pel·lícula de The Batman també l'han utilitzat. Sent aquesta la primera pel·lícula a fer servir aquesta tecnologia en gran escala. I sèries de televisió com 1899 (sèrie de televisió) l'han emprat per crear tots els fons dels exteriors.

## Funcionament
La tecnologia de l'Stagecraft proporciona un entorn immersiu per a l'enregistrament. Aquest espai físic rep el nom de "El Volum".
Està compost per un sòl físic o real i tres grans panells LED amb resolució 4K anomenats Render Nodes. Se situen dos com a objectes envoltants (banda dreta i esquerra) i un, fent la funció de cel, sobre el sòl. D'aquesta manera, l'equip tècnic quedaria davant l'escenari de gravació. L'estudi, per tant, mesura 25 metres de diàmetre d'amplada dels panells i 6 metres d'altura.
Gràcies als Render Nodes, ja no es projecta en el fons escenes pregravades, com ocorre en la retroprojecció, sinó que es carrega un escenari generat digitalment pel motor gràfic Unreal Engine 4 responsable de multitud de videojocs com Star Wars Jedi: Fallen Order.
Aquests escenaris, que són visualitzats en temps reals als panells, tenen una elevada qualitat fotorrealista que, junt la seva profunditat de camp, et fan creure que realment estás dintre d'ells.

## Avantatges
- Il·luminació. Els Render Nodes, a més de suport de la projecció, també serveixen com a il·luminació "natural" que, gràcies a la potència de les LED, per si mateixos poden il·luminar de manera realista la totalitat de l'escena, sense necessitat d'altres aparells addicionals. D'aquesta manera, actuen com a focus principal de llum que afectarà a escenari i actors en temps real.
- Moviment de càmera. Un cop la imatge es projectada als Render Nodes, els tres eixos cartesians (eix X, Y i Z) es sincronitzen de manera automàtica amb els de la càmera utilitzada per a gravar l'escena. Gràcies a això, quan la càmera es mogui, l'escenari farà el propi, com si d'un pla de localització real es tractés. Gràcies a aquesta reacció natural al moviment dels panells, s'elimina el problema tradicional de la retroprojecció que obliga a mantenir la càmera estàtica en un angle i distància de la pantalla de projecció concret. Li dona, en definitiva, moviment a la càmera en el set.
- Facilita la feina dels actors. El fet de poder veure projectat el decorat ajuda els actors i actriu a visualitzar l'espai a diferència del Croma en el qual s'ho han d'imaginar tot. Això genera una experiència més agradable i immersiva.
- Canvis d'especialistes de VFX a temps real. La tecnologia també permet realitzar una sèrie de modificacions d'escena: la llum, l'angle visible o fins i tot, moviment d'objectes tridimensionals a temps real. Un cop equipats amb les ulleres i els controls tecnològics, l 'equip tècnic pot accedir a l'escenari, desplaçar-se per ell i canviar l'escenografia, des de moure unes roques fins a canviar textures senceres. Parlem de poder incloure explosions, objectes caient, trets... utilitzant un set de realitat virtual. Això aporta una sèrie de gairebé infinites opcions. També s'aplica a la creació de situacions d'il·luminació concretes: nits, dies i clima. A més, per si la llum que proporcionen els panells és insuficient, les LED permeten afegir diferents focus de llum virtuals dels que poden canviar la temperatura, el color, la mida i la duresa.
- Menys treball en postproducció. Aquesta tecnologia evita el treball pesat i pensat al mil·límetre d'il·luminació i de rodatge que presenta, per exemple, la utilització de les pantalles verdes de croma. Tenint en compte sobretot que la interacció de llums i ombres en postproducció requereix d'una gran mestressa per a aconseguir resultats òptims.
- Abaratiment de costos a llarg termini. Tot i la evident enorme despesa que comporta aquesta tecnologia, s'estalvia en desplaçament i manutenció de l'equip de rodatge, inclosos els actors i actrius. A més, tampoc cal la construcció d'escenaris gegantins o l'ús d'extres que el formin. En la serie de The Mandalorian, per exemple, es pot veure com només es va construir la base de la nau espacial mandaloriana, mentre que es projectava la part superior al panell de sobre. O bé, en el cas de les escenes obertes a l'espai exterior, només es van fabricar la part frontal de la nau.

## Inconvenients
- Molt treball digital en preproducció. Encara que es redueixi molt el treball en postproducció, s'inclou molt més pes al treball digital que s'ha de realitzar abans de començar a gravar.
- Espai reduït. Una de les limitacions principals d'aquesta tecnologia és l'espai relativament reduït que proporciona. No és aplicable per a grans escenaris d'accions com persecucions, així com aquells que requereixin grans efectes pràctics com masses d'aigua o foc.
- Indispensabilitat del croma. Tot i les possibilitats que comporta, l'ús del croma segueix sent imprescindible per a eliminar objectes del set o incloure elements digitals complexes com personatges animats, vehicles... A més, també s'ha d'esmentar l'efecte moire: la pixel·lació produïda per la gravació d'una pantalla. Per a evitar-ho cal el desenfoc del fons. Si es busca molta profunditat de camp (fons detallat), es requerirà de l'ús d'un croma per afegir-ho després.
- Costos inicials. Tot i l'estalvi futur, la quantitat econòmica inicial no és una que qualsevol productora pugui aconseguir. Estem parlant que, per exemple, a Disney + li costa aproximadament uns 15 milions de dòlars cada episodi de The Mandalorian.
- Afectació futura a la indústria cinematogràfica. S'hauria d'estudiar amb deteniment com la menor necessitat d'escenaris reals i personal humà pot afectar negativament a la indústria cinematogràfica i televisiva.